# Джиул (Петрошань)
Муніципальний спортивний клуб «Джиул» Петрошань (рум. Clubul Sportiv Municipal Jiul Petroșani) — румунський футбольний клуб з Петрошаня, заснований у 1919 році. Виступає у IV лізі. Домашні матчі приймає на стадіоні «Джиул», місткістю 15 500 глядачів.

## Досягнення

### Національні
- Ліга I
  - Віце-чемпіон: 1924–25
- Ліга II
  - Чемпіон: 1934–35, 1940–41, 1960–61, 1965–66, 1985–86, 1988–89, 1995–96, 2004–05
  - Віце-чемпіон: 1936–37, 1987–88, 2003–04
- Ліга III
  - Чемпіон:  2002–03
- Кубок Румунії
  - Володар: 1973–74
  - Фіналіст: 1971–72.

### Міжнародні
- Балканський кубок
  - Фіналіст: 1977–78.